# Can Tost
Can Tost és una masia del municipi de Tordera a la comarca del Maresme inclosa en l'Inventari del Patrimoni Arquitectònic de Catalunya.

## Descripció
És una masia del grup IV, de tres cossos desiguals i una façana desbaratada per les reformes, que afecten principalment el cos de la dreta, que té més amplada de la usual a les masies del Maresme.
Conserva el portal d'arc de mig punt i la finestra principal, convertida en balcó. Hi ha un cos afegit que ha fet perdre la fesomia pròpia. Aquest cos, que serveix de cuina, podria haver estat una masoveria important, ja que l'edifici sembla feta per acollir gent que hi treballa.
Té un forn de pa.